# François Le Breton
Pour les articles homonymes, voir Le Breton.
François Le Breton, né à Coutances, est un écrivain ascétique français du XVIe siècle.
François Le Breton a traduit du latin La Fontaine d’Honneur et de Vertu, où est montré comment chacun doit vivre en tout âge, en tout temps et en tout lieu, envers Dieu et envers les hommes, et imprimé par Jean de Tourne ; Lyon, 1555, in-16.
D'après l’Histoire de la presse française d'Henri Avenel, cette personne ou un homonyme, décrite comme avocate, a été condamnée à la peine de mort par pendaison le 22 novembre 1586 pour « actes séditieux et criminel de lèze-majesté, à raison d’un livre plein de propos injurieux contre le roy, le chancelier et le parlement ».